# Dwudziestościan ścięty

Dwudziestościan ścięty – model

Dwudziestościan ścięty – model

Przykładowa siatka dwudziestościanu ściętego

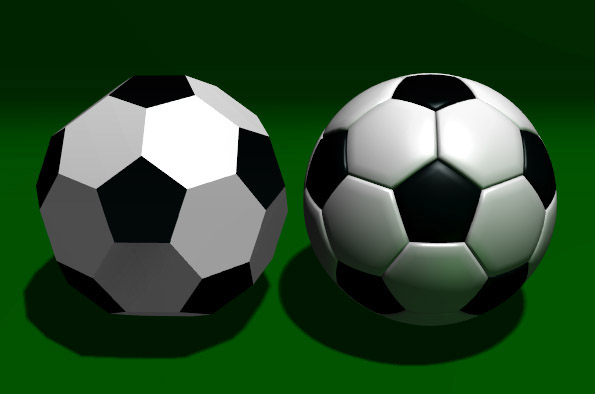
Dwudziestościan ścięty a piłka nożna

Dwudziestościan ścięty – wielościan półforemny o 32 ścianach w kształcie 20 sześciokątów foremnych i 12 pięciokątów foremnych. Ma 90 krawędzi i 60 wierzchołków. Dwudziestościan ścięty można uzyskać przez ścięcie wierzchołków zwykłego dwudziestościanu foremnego.
Kształt ten jest używany przy produkcji piłki nożnej, choć zamiast płaskich ścian ma ona boki zaokrąglone. Taką strukturę ma też cząsteczka fulerenu C60 (złożona z 60 atomów węgla). Piłka nożna ma średnicę ok. 22 cm, wspomniana cząsteczka ok. 1 nm (stosunek 200000000:1), tak więc kształt ten występuje zarówno w mikro- jak i makroskali.
Długość krawędzi dwudziestościanu ściętego w stosunku do długości krawędzi dwudziestościanu foremnego przed ścięciem:
{\displaystyle {\frac {a_{dwudziestoscianu~scietego}}{a_{dwudziestoscianu~foremnego}}}={\frac {1}{3}}}
Całkowite pole powierzchni dwudziestościanu ściętego o krawędzi długości a:
{\displaystyle S=3\left(10{\sqrt {3}}+{\sqrt {5}}~{\sqrt {5+2{\sqrt {5}}}}\right)~a^{2}}
Objętość:
{\displaystyle V={\frac {1}{4}}(125+43{\sqrt {5}})~a^{3}}
Promień kuli opisanej:
{\displaystyle R={\frac {1}{4}}{\sqrt {58+18{\sqrt {5}}}}~a}
Nie da się wpisać kuli:

Odległość od środka masy do każdej ze ścian pięciokątnych:
{\displaystyle r_{5}={\frac {1}{2}}{\sqrt {{\tfrac {1}{10}}(125+41{\sqrt {5}})}}~a}

Odległość od środka masy do każdej ze ścian sześciokątnych:
{\displaystyle r_{6}={\frac {1}{2}}{\sqrt {{\tfrac {3}{2}}(7+3{\sqrt {5}})}}~a}
Kąt między ścianami:
pięciokątną i sześciokątną: 142,6°
dwiema sześciokątnymi: 138,2°
Grupa symetrii:
Ih